# Petrol Ofisi
Petrol Ofisi A.Ş., abgekürzt mit PO, ist ein Mineralölunternehmen aus der Türkei mit einem Marktwert von 3,1 Milliarden US-Dollar. Geschäftsführer ist Mehmet Abbasoğlu. Das Unternehmen wurde am 18. Februar 1941 als staatseigener Betrieb gegründet, um Erdöl in die Türkei zu importieren, zu raffinieren und petrochemische Produkte innerhalb der Türkei zu verkaufen.

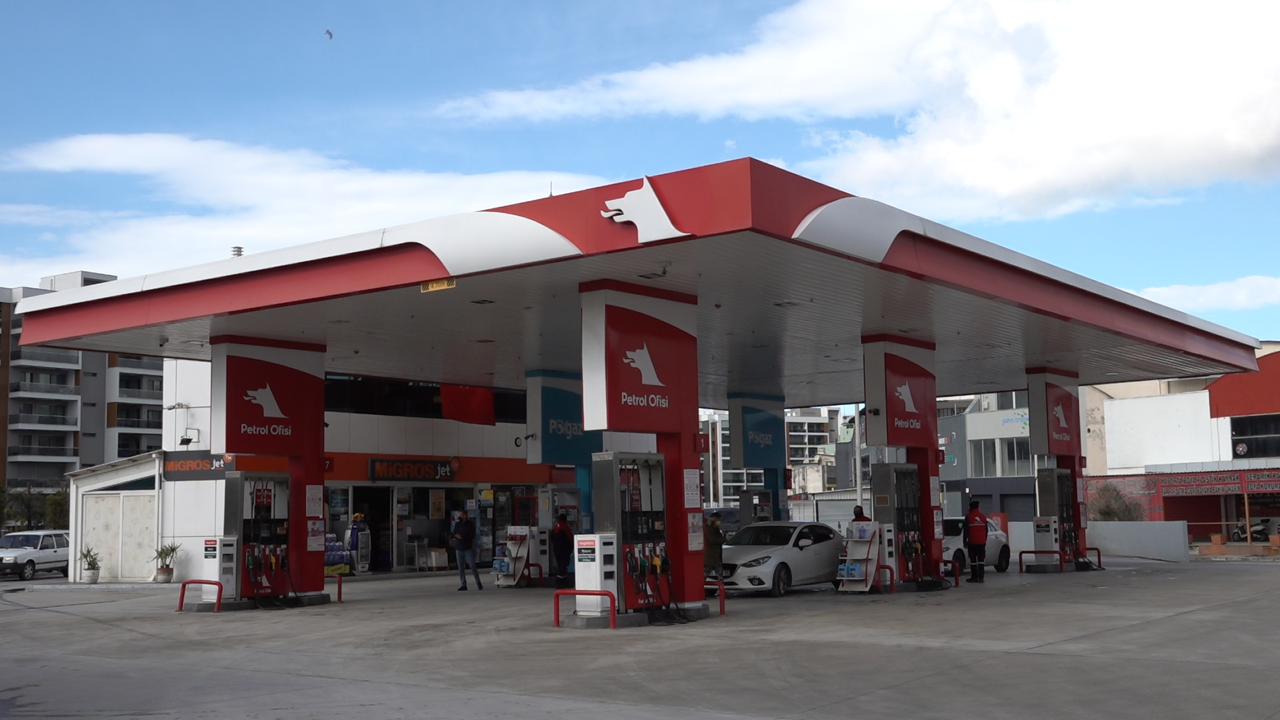
Petrol-Ofisi-Tankstelle in Izmir

Am 24. Juli 2000 wurde Petrol Ofisi privatisiert. 51 % des Unternehmens erwarb das Unternehmen Doğan Sirketler Grubu Holding, die Muttergesellschaft der Doğan Yayın Holding. Am 13. März 2006 erwarb das österreichische Unternehmen OMV 34 % am Unternehmen Petrol Ofisi. Diesen Anteil stockte die OMV am 5. Februar 2008 auf 39,8 % auf. Bis Ende 2009 erhöhte OMV den Anteil auf 41,58 %. Eine von der OMV geplante vollständige Übernahme wurde im November 2009 aufgrund eines Steuerverfahrens von 2 Milliarden Euro gegen die Dogan-Gruppe zurückgestellt. Bei den zweiten Verhandlungsgesprächen im Oktober 2010 einigten sich die beiden Konzerne auf eine Übernahme der 54,17 % der Dogan-Gruppe durch die OMV für 1 Milliarde Euro. Die OMV hält im Jahr 2013 bereits 97 % des Unternehmens, der Rest befindet sich im Streubesitz.
PO besitzt rund 3.631 Tankstellen in der Türkei und ein landesweites Vermarktungsnetz seiner Produkte. Zu den Produkten gehören Benzin, Diesel, Heizkraftstoffe, Kerosin und andere petrochemische Produkte.
PO ist der Sponsor von Sportereignissen wie Autorennen (unter anderem die Formel 1), Speedbootrennen, Karting, Bergbesteigungen auf dem Mount Everest und für diverse türkische Sportteams (zum Beispiel Fußballnationalmannschaft). PO war der Hauptsponsor des Formula-One-Grand-Prix-Rennens 2005 bis 2008 in der Türkei.
2017 verkaufte die OMV ihre Beteiligung an die Vitol-Gruppe.